# Convento de Kirklees

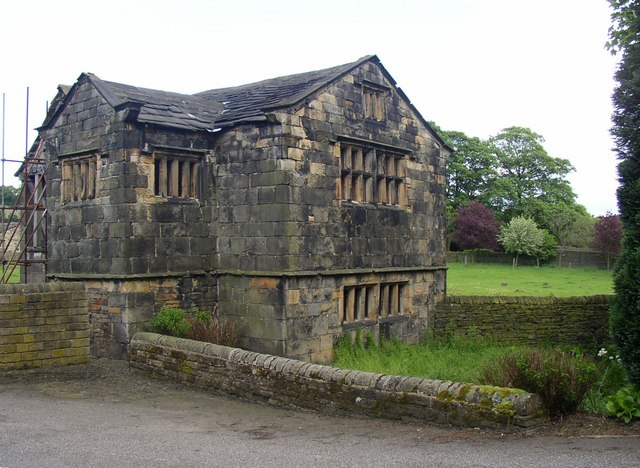
Casa do Portão do Convento de Kirklees, tudo o que resta do convento original

O Convento de Kirklees era um convento cisterciense cujo local é o actual Kirklees Park, em Clifton, perto de Brighouse, West Yorkshire, Inglaterra. Estava na antiga paróquia eclesiástica de Dewsbury. O priorado dedicado à Virgem Maria e a São Tiago foi fundado por Reiner le Fleming, senhor da fazenda de Wath upon Dearne, em 1155, durante o reinado de Henrique II.
As freiras do convento estiveram envolvidas em escândalos entre 1306 e 1315. O arcebispo de York, William Greenfield, escreveu à Madre Superior sobre os rumores relativos a Alice Raggid, Elizabeth Hopton e Joan Heton. Os rumores implicavam que eles tinham visto homens religiosos e seculares no convento e o seu comportamento levou a que a casa fosse considerada de má reputação.
O convento não foi dissolvido pela Dissolução da Lei dos Mosteiros Menores em 1535, mas continuou para adoração e hospitalidade. Cecilia Topcliffe era a Madre Superior e o convento consistia nas freiras que estiveram lá em 4 de Fevereiro de 1536, que continuaram como antes da aprovação da lei. Em 1539, após o Segundo Acto de Dissolução, Joan Kyppes entregou o convento, que tinha oito reclusos. O local foi concedido a John Tasburgh e Nicholas Savill; a igreja e os prédios do convento foram demolidos, e as pedras usadas para construir o Low Hall, agora conhecido como Old Farm. Foi ampliado no século XVIII pelos arquitectos Robert Adam e John Carr.
Uma pousada local, The Three Nuns (As três Freiras), recebeu o nome de Cecilia Topclife, Joan Leverthorpe e Katherine Grace, que buscaram refúgio no local de uma pousada do convento e a administraram como hospedaria. A actual estalagem foi construída em 1939 e o local da hospedaria está enterrado sob o parque de estacionamento.
Tudo o que resta do Convento de Kirklees é o longo celeiro de dois corredores e partes da Antiga Casa da Fazenda, a casa dos bezerros e a guarita; todos ainda estão de pé como Old Farm. Eles são todos os edifícios classificados como Grau I.
A área pode traçar sua história até à Idade do Bronze e do Ferro. A investigação arqueológica identificou descobertas junto com cerâmica, evidenciando uma vila romana, fragmentos de estátuas de mármore do século IV e ruínas de uma fortificação romana, cujo local ainda é visível.
O Kirklees Park é conhecido pela sua colecção de rododendros e camélias que crescem ao longo das florestas antigas e fazem fronteira com as lagoas e jardins ornamentais. O Kirklees Park é de importância histórica internacional devido à sua colecção de edifícios medievais preservados pela família Armytage ao longo de várias centenas de anos.
O convento está ligado à lenda medieval de Robin Hood. Um monumento na floresta perto do rio Calder afirma ser o túmulo de Robin Hood.